# Ulaski Grzmiąckie
Ulaski Grzmiąckie – wieś w Polsce położona w województwie mazowieckim, w powiecie białobrzeskim, w gminie Wyśmierzyce.
W latach 1975–1998 miejscowość administracyjnie należała do województwa radomskiego.
Wierni Kościoła rzymskokatolickiego należą do parafii św. Teresy z Ávili w Wyśmierzycach.